# Synagoga Hersza Zilbersztejna w Łodzi (ul. Północna 7)
Synagoga Hersza Zilbersztejna w Łodzi – prywatny dom modlitwy znajdujący się w Łodzi przy ulicy Północnej 7.
Synagoga została zbudowana w 1893 roku z inicjatywy Hersza Zilbersztejna. Mogła ona pomieścić 50 osób. Podczas II wojny światowej hitlerowcy zdewastowali synagogę.